# Estland i Eurovision Song Contest 2017
Estland deltog i Eurovision Song Contest 2017 i Kiev, Ukraina. Koit Toome & Laura Põldvere med låten "Verona"
representerade landet.
Upplägget var 2 semifinaler och en final där vinnaren korades.

## Semifinal 1
Hölls 11 februari 2017 
| Pos. | Artist                              | Sång                 |
| ---- | ----------------------------------- | -------------------- |
| 1    | Elina Born                          | "In or Out"          |
| 2    | Carl-Philip                         | "Everything But You" |
| 3    | Laura Prits                         | "Hey Kiddo"          |
| 4    | Leemet Onno                         | "Hurricane"          |
| 5    | Ivo Linna                           | "Suur loterii"       |
| 6    | Lenna Kuurmaa                       | "Slingshot"          |
| 7    | Karl-Kristjan & Whogaux feat. Maian | "Have You Now"       |
| 8    | Janno Reim & Kosmos                 | "Valan pisaraid"     |
| 9    | Ariadne                             | "Feel Me Now"        |
| 10   | Uku Suviste                         | "Supernatural"       |

## Semifinal 2
Hölls 18 februari 2017
| Pos. | Artist                             | Sång                    |
| ---- | ---------------------------------- | ----------------------- |
| 1    | Koit Toome & Laura Põldvere        | "Verona"                |
| 2    | Kerli                              | "Spirit Animal"         |
| 3    | Daniel Levi                        | "All I Need"            |
| 4    | Liis Lemsalu                       | "Keep Running"          |
| 5    | Close To Infinity feat. Ian Karell | "Sounds Like Home"      |
| 6    | Antsud                             | "Vihm"                  |
| 7    | Almost Natural                     | "Electric"              |
| 8    | Rasmus Rändvee                     | "This Love"             |
| 9    | Alvistar Funk Association          | "Make Love, Not War"    |
| 10   | Angeelia                           | "We Ride With Our Flow" |

## Final
Hölls 4 mars 2017. Bidragen i guldbakgrund gick vidare till superfinalen. 
| Pos. | Artist                              | Sång            | Poäng (Jury) | Poäng (Tele) | Total | Placering |
| ---- | ----------------------------------- | --------------- | ------------ | ------------ | ----- | --------- |
| 1    | Liis Lemsalu                        | "Keep Running"  | 6            | 4            | 10    | 7         |
| 2    | Koit Toome & Laura Põldvere         | "Verona"        | 5            | 12           | 17    | 2         |
| 3    | Whogaux & Karl-Kristjan feat. Maian | "Have You Now"  | 8            | 5            | 13    | 4         |
| 4    | Lenna Kuurmaa                       | "Keep Running"  | 7            | 2            | 9     | 8         |
| 5    | Daniel Levi                         | "All I Need"    | 2            | 3            | 5     | 9         |
| 6    | Elina Born                          | "In or Out"     | 1            | 1            | 2     | 10        |
| 7    | Ivo Linna                           | "Suur loterii"  | 4            | 8            | 12    | 5         |
| 8    | Rasmus Rändvee                      | "This Love"     | 10           | 6            | 16    | 3         |
| 9    | Ariadne                             | "Feel Me Now"   | 3            | 7            | 10    | 6         |
| 10   | Kerli                               | "Spirit Animal" | 12           | 10           | 22    | 1         |

## Superfinalen
| Pos. | Artist                      | Sång            | Telefonröster | Placering |
| ---- | --------------------------- | --------------- | ------------- | --------- |
| 1    | Kerli                       | "Spirit Animal" | 23901         | 2         |
| 2    | Rasmus Rändvee              | "This Love"     | 11641         | 3         |
| 3    | Koit Toome & Laura Põldvere | "Verona"        | 44818         | 1         |

## Under Eurovision
Estland deltog i SF2 där man inte lyckades nå finalen.